# Arquitectura i urbanisme
Arquitectura i Urbanisme fou una revista fundada per Ramon Puig Gairalt i publicada per l'Associació d'Arquitectes de Catalunya entre els anys 1931-1935 i pel Sindicat d'Arquitectes de Catalunya entre els anys 1936-1937. En la qual es publiquen fotografies de construccions o edificis de l'època. Els arquitectes i altres col·laboradors es dedicaven a analitzar-los a més de incloure altres fragments d'interès.
Tenia com editor fundacional el Sindicat d'Arquitectes de Catalunya. La Biblioteca del COAC va digitalitzar la revista Arquitectura i Urbanisme.
És la publicació oficial de I'ASSOCIACIÓ D'ARQUITECTES DE CATALUNYA. Com a tal, adreça una afectuosa salutació a totes les publicacions especialitzades en els afers inherents a la professió de i'Arquitecte, i també a aquelles que presenten una secció dedicada a l'Arquitectura o a l'Urbanisme.
Especialment s'honora en saludar la revista Arquitectura que de tan bella faisó publica a Madrid la Sociedad Central de Arquitectos i les dues editades a Barcelona, i redactades essencialment per catalans.Ens interessa justificar la raó de la seva existéncia. Les esmentades publicacions editades a Barcelona, no s'estenen a totes les modulacions i activitats de l'Arquitecte.
És una agrupació oberta a tots els arquitectes catalans, amb cárrec municipal o sense, el portantveu de la única entitat general d'arquitectes catalans.

## Dades
Període i Localitat
1931-1937 – Barcelona
Matèria i Autors
Arquitectura: Associació d'Arquitectes de Catalunya.
Urbanisme: Puig Gairalt, Ramon / Sindicat d'Arquitectes de Catalunya.
Llengua, Biblioteca i Institució
Llengua: Català.
Institució: Col·legi d'Arquitectes de Catalunya.
Periodicitat
1931-1933: Irregular.
1934-1935: Trimestral.
1936-1937: Bimestral (amb irregularitats).
Drets
The Public Domain Mark (PDM)
Tipus de publicació i Domini
Tipus: Diaris i Revistes.
DominiPúblic.
Preu
Números individuals:
Núm. 01-02: 2,5 pessetes.
Núm. 03: 5 pessetes.
Núm. 04-015: 4 pessetes.
Subscripció anual (6 números, des del núm. 016):
Barcelona: 30 pessetes (número sol: 6 pessetes).
Península: 34 pessetes (número extraordinari o doble: 10 pessetes).
Estranger: 40 pessetes.
1a època
1931: Octubre (núm. 01).
1932: Març (núm. 02).
1933: Gener (núm. 03) / Octubre (núm. 04).
2a època
1934:
Abril (núm. 01).
Juny (núm. 02).
Setembre (núm. 03).
Desembre (núm. 04).
1935:
Març (núm. 05).
Juny (núm. 06).
Setembre (núm. 07).
Novembre (núm. 08).
1936:
Febrer (núm. 010).
Abril (núm. 011).
Juny (núm. 012).
Agost (núm. 013).
Octubre (núm. 014).
Desembre (núm. 015).
1937:
Gener (núm. 016).
Juny (núm. 017).
Agost (núm. 018).

## Història
Des de començaments del segle XX i fins al 1939, a Barcelona i a Catalunya s'havien anat forjant una ciutat industrial i un proletariat urbà entès com a protagonista modern de la història, amb el lògic desenvolupament del moviment sindical-polític dels treballadors urbans i l'existència igualment important d'una sèrie d'intel·lectuals capaços de reflexionar sobre aquest tema. És important remarcar, però, que cap d'aquests pressupòsits es donaria sense la existència prèvia d'un projecte político-econòmic per a transformar Barcelona en ciutat industrial-capitalista. Els nexes entre el projecte industrialista i el de la nova economia urbana es manifesta a molts nivells com per exemple el nivell de la planificació urbana territorial. 
L'agost de 1936 amb la publicació del número 013 es va realitzar una confiscació de la revista.
El número 8 (nov.1935) va ser dedicat al II Congrés d'Arquitectes de Llengua Catalana.
Al 1937 van publicar un doble volum (016-017) 
Al febrer de 1971 el Col·legi d'Arquitectes de Catalunya realitza una primera exposició-homenatge al grup d'arquitectes GATEPAC. L'assessor artístic del col·legi, José Corredor-Matheos havia iniciat anys abans una labor de recuperació de totes aquelles figures i esdeveniments artístics que el règim franquista havia postrat en el silenci. Les Galeries Dalmau, ADLAN, Rafael Alberti, i la que ens ocupa constituïen una primera pedra des de la qual reclamar la cultura dels exiliats i els oblidats com memòria militant. El factor comú en totes era la censura.
La revista recull diverses tendències de l'arquitectura catalana d'aquella època, des de les obres més acadèmiques i originals fins a l'arquitectura moderna i avantguardista. També va realitzar una anàlisi teòrica del nou paper de l'arquitecte i de l'entitat que el representa i va destacar la importància de prestar atenció als edificis d'escoles i hospitals de Catalunya.
Es parlaven i es discutien temes com els següents:
Sobre la política urbanista del moment; la cerca de bases per a una llei d'urbanisme, per a les ordinacions municipals de ciutats, bases per a les ordinacions municipals de pobles.
La política sanitària on es tracten les condicions de salubritat indispensables a l'habitació mínima o de mitjans per a substituir convenientment les cases d'insuficient salubritat.
La creació de barriades obreres relacionades amb la política social.
Termes sobre política pedagògica com l'ensenyament professional i les Escoles del Treball.
I finalment les relacions entre els municipis i els arquitectes tractant la política municipal.

## Final
La realització de la revista va finalitzar per l'execució d'un nou projecte d'ensenyament d'arquitectura, encapçalat pels mateixos partícips.

## Relació de directors i col·laboradors
Sota els auspicis de la Generalitat de Catalunya i de l'Ajuntament de Barcelona

### Directors
- Ramon Puig-Gairalt (1931-1937)
- Josep M. Capdevila (1934-1937)
- Josep M. Junoy a direcció de les seccions "Revista de Revistes", i el "Correu de les Lletres i de les Arts" (1935-1937)

### Redactors i col·laboradors
- Associació d'Arquitectes de Catalunya
- Sindicat d'Arquitectes de Catalunya
- Jaume Mestres Fossas (1931-1934)
- N. M.~ Rubió, arq. (1932)
- P. Collaso Gil, arquitecte (1932)
- Discurs del President de lA. A. de C. (1932)
- Sr. A. Soler March, arq. (1932-1934)
- Manuel Galindez (1932)
- Bonaventura Bassegoda i Musté, arq. (1932-1936)
- Amadeu Llopart (1932-1937)
- Josep Danés i Torras (1932-1937)
- Eduard Fernàndez i Díaz (1932-1937)
- R. Giralt Casadesús (1932-1937)
- Arquitecte F. Monravà (1933)
- Clarà (1933)
- N.Rubió arq. (1933)
- Adolf Florensa Ferrer (1933-1936)
- Vilaseca (1933)
- Emili Canosa Gutiérrez (1934)
- Jaume Mestres Fossas (1931-1934)
- Pere Benavent (1934-1935)
- Carles Soldevila (1934)
- Lluis Bonet Garí (1934)
- Damià Ribas Barangé (1934-1935)
- Nicolau Maria Rubió (1934-1936)
- Carles Cardenal Pujals (1935)
- Ramon Argilés Bifet (1935)
- Joan Cortés (1935)
- Josep M. Pericas (1935)
- Josep M. Barrenys (1935)
- Jeroni Martorell (1935)
- Joan Sacs (1935)
- Josep F. Ràfols (1936)
- G. Busquets Vautravers (1935)
- Josep Puig i Cadafalch (1935)
- Manuel Brunet (1936)
- Francesc Ubach (1936)
- Albert del Castillo (1936)
- Joaquim Sellés i Codina (1936)
- R. Duran Reynals (1936)
- F. Gallard Monés (1937)
- Xavier Pla Pujol (1937)
- E. Vilanova (1937)
- R Sastre (1937)